# تريسي إل. غاريت
تريسي إل. غاريت (بالإنجليزية: Tracy L. Garrett)‏ هي ضابطة أمريكية، ولدت في القرن العشرين في سياتل في الولايات المتحدة.